# The Desert Sessions: Volumes 3 & 4
The Desert Sessions: Volumes 3 & 4 is het tweede album van Josh Homme zijn project de Desert Sessions. De foto op de cover van de cd is een afbeelding van het hoofdpersonage uit de cultfilm Easy Rider.
Volume 3: Set Coordinates for the White Dwarf!!!
Volume 4: Hard Walls and Little Trips

## Tracklist
| nr. | titel                         | duur |
| --- | ----------------------------- | ---- |
| 1   | Nova                          | 3:24 |
| 2   | At the Helm Off Hell's Ships  | 4:04 |
| 3   | Avon                          | 3:24 |
| 4   | Sugar Rush                    | 4:18 |
| 5   | The Gosso King of Crater Lake | 2:57 |
| 6   | Monster in the Parasol        | 3:42 |
| 7   | Jr. High Love                 | 1:50 |
| 8   | Eccentric Man                 | 4:09 |
| 9   | Hogleg                        | 2:37 |
| 10  | You Keep on Talkin (bonus)    | 3:44 |

- het nummer "Avon" is opnieuw opgenomen voor het album Queens of the Stone Age van de band Queens of the Stone Age.
- het nummer "Monster in the Parasol" is opnieuw opgenomen voor het album Rated R van de band Queens of the Stone Age.
- het nummer "Jr. High Love" is opnieuw opgenomen voor het album A Drug Problem That Never Existed van de band Mondo Generator.
- het nummer "Eccentric Man" is opnieuw opgenomen voor de ep Australian Tour EP 2008 van de band Mondo Generator. Dit is een liveversie.
- het nummer "You Keep on Talkin" is als bonus extra toegevoegd op de cd.

## Personeel
Tijdens deze Sessies deden verschillende bands mee die de volgende nummers schreven:
Earthlings? (Pete Stahl, Dave Catching en Fred Drake): "At the Helm Off Hell's Ships" en "Sugar Rush".
Eagles of Death Metal (Jesse 'The Devil' Hughes, Loo Balls, Carlo Von Sexron, Craig Armstrong (basgitaar) en T. Fresh): "The Gosso King of Crater Lake", "Hogleg" en "You Keep On Talkin".
Eagles of Death Metal is sinds deze opnames een echte band geworden rond zanger en gitarist Jesse Hughes en Carlo Von Sexron als drummer en bassist.
The Green Monarchs (Alfredo Hernández, Larry Lalli, Mario Lalli, Joshua Homme, Chris Goss, Nick Oliveri en Tony Tornay): "Monster In The Parasol", "Jr. High Love" en "Eccentric Man".
Acquitted Felons (Pete Stahl, John McBain, Joshua Homme, Ben Shepherd, en Alfredo Hernandez): "Nova" en "Avon". De nummers zijn hoogstwaarschijnlijk overgebleven van Volumes 1 & 2. De nummers zijn muzikaal identiek, enkel de zang is verschillend. Pete Stahl zingt op "Nova" en Homme zingt in het nummer "Avon". Homme gaf aan dat dit een experiment was hoe een nummer kan klinken met verschillende zanger(s).

## Sessiemuzikanten
- Josh Homme: gitaar, zang en drum
- Fred Drake: basgitaar en drum
- Dave Catching: gitaar en basgitaar
- Alfredo Hernández: drum
- Pete Stahl: onder andere zang en gitaar
- Ben Shepherd: basgitaar
- John McBain: gitaar
- Tony Tornay: zang, drum
- Nick Oliveri: gitaar en zang
- Mario Lalli: keyboard, gitaar en zang
- Larry Lalli: basgitaar
- Jesse Hughes: gitaar en zang
- Craig Armstrong: basgitaar
- Loo Balls: zang
- T. Fresh: draaitafel

## Overige informatie
- Opnames: Rancho de la Luna en Monkey Studios
- Uitgever: Big Plastic Things
- Distributie: RED Distribution, Mordam Records, Cargo UK, House Of Kicks Records
- Productnummer: USMD-CA – 05726-A
- Ontwerp: Kozik 98
- Engineering: Josh Homme (nummers 5 tot 10), Steve Feldman (nummers 5 tot 10)
- Gemixt door: Fred Drake (nummers 2 en 4), Josh Homme (nummers 1,3 en 5 tot 10), Steve Feldman (nummers 5 tot 10)

Opnames:
- Nummers 1 tot 4 opgenomen in Rancho De La Luna, Joshua Tree, Californië.
- Nummers 1 en 3 opgenomen tussen 8 en 12 augustus 1997.
- Nummer 2 opgenomen in september 1997. Nummer 4 opgenomen in februari 1995. De nummers worden beheerd door 'Big Plastic Things' (Peter Stahl) ASCAP.
- Nummers 5 tot 10 opgenomen in Monkey Studios, Palm Springs, Californië.